# 湾月
湾月（わんげつ）は、北海道厚岸郡厚岸町にある町名。1丁目から3丁目によって構成される。郵便番号は088-1114。

## 地理
厚岸市街の南部、厚岸大橋の南側の湖南地区に位置する。太平洋に面しており海抜の低い地域であることから1960年のチリ地震で被害を受けている。

### 岬
- バラサン岬

## 歴史
1804年（文化元年）に函館奉行の願い出によって国泰寺がバラサン岬に設置されるなど古くから栄え、かつては厚岸郡の郡役所や厚岸町の町役場も置かれており明治時代は厚岸町の中心地であった。

### 地名の由来
『北海道地名誌』では1874年（明治6年）に付けられた町名であるとあるが由来についての記載はない。バラサン岬の「バラサン」はアイヌ語で「広い柵」や「獣を捕る罠」のことであるといわれている。

### 沿革
- 1873年（明治5年） - 厚岸郡に湾月町が設置される[4]。
  - 7月 - 根室支庁厚岸出張所が湾月町に設置される[4]。
- 1879年（明治12年）7月 - 郡区編成法により厚岸郡役所が設置される[4]。
- 1891年（明治24年） - 厚岸郡役所が廃止され、湾月町外3町7村戸長役場が設置される[4]。
- 1900年（明治33年）7月 - 一級町村制の施行により厚岸町が誕生。同地に町役場が設置される[4]。
- 1909年（明治42年） - 厚岸町役場が梅香町に移転[4]。
- 1967年（昭和42年） - 湾月町1丁目などの新地名を設定[4]。
- 2009年（平成21年）10月27日 - 湾月町1丁目をもって湾月1丁目が、湾月2丁目の全域と有明町の一部をもって湾月2丁目が湾月町3丁目と若竹町1丁目、松葉町1丁目、梅香町1丁目の各一部をもって湾月3丁目が成立する[6][7]。

## 世帯数と人口
2023（令和5年）3月31日現在の世帯数と人口は以下のとおりである。
| 地区名        | 世帯数  | 人口  |
| ------------- | ------- | ----- |
| 湾月1 - 3丁目 | 223世帯 | 486人 |

## 小・中学校の学区
町立小・中学校に通う場合、学区は以下の通りとなる。
|      | 小学校             | 中学校             |
| ---- | ------------------ | ------------------ |
| 全域 | 厚岸町立厚岸小学校 | 厚岸町立厚岸中学校 |

## 交通
地区内を国道および道道は通っていない。

## 施設
- 厚岸港
- 厚岸町郷土館（英語版）
- 北海道厚岸翔洋高等学校
- 国泰寺
  - 老桜樹 - 境内にある樹齢190年を超えるオオヤマザクラ